# قبرستان دارالسلام بروجرد
قبرستان دارالسلام بروجرد آرامستان جدید عمومی شهر بروجرد است.

## تاریخچه
قبرستان دارالسلام بروجرد گورستان جدید عمومی شهر بروجرد است که با توجه به پر شدن ظرفیت بهشت شهدا بروجرد، در پنج کیلومتری شمال شهر و بر روی تپه‌های مشرف به شهر ساخته شده‌است. محور ارتباطی جدید دارالسلام شهر بروجرد با ۵۰ درصد پیشرفت فیزیکی در حال احداث است.
- در سوم مرداد هزار سیصد و نود و دو، قطعه‌ای در قبرستان دارالسلام مخصوص اهداکنندگان عضو اختصاص یافت و پیکر جوان ۱۶ ساله به عنوان نخستین نفر در سوم مرداد ماه در این قطعه آرام گرفت.[۵]

## منطقه جغرافیایی
دارلسلام گورستان جدید بروجرد در ۵ کیلومتری شمال جاده کمربندی ساخته شده‌است. دسترسی به آن از طریق جاده اختصاصی آن در انتهای خیابان رودکی و بعد از تقاطع زیرگذر جاده کمربندی امکانپذیر است.

## مدفونان
- محمد ثلاث از دراویش گنابادی، ۲۸ خرداد ۱۳۹۷